# 베샤멜 소스
베샤멜 소스(프랑스어: béchamel [beʃaˈmɛl])는 우유로 만든 흰 소스이다. 원래 이탈리아가 기원인 소스이지만, 현재는 프랑스 요리의 기본 소스 중 하나이며, 치즈를 더해 모르네 소스를 만드는 등 다른 소스의 기반이 된다.